# Halinów (gmina)
Halinów – gmina miejsko-wiejska w województwie mazowieckim, w powiecie mińskim. W latach 1975–1998 gmina położona była w województwie warszawskim.
Siedziba gminy to Halinów.
Według danych z końca 2023 roku gminę zamieszkiwało 16 108 osób.

## Struktura powierzchni
Według danych z roku 2002 gmina Halinów ma obszar 63,09 km², w tym:
- użytki rolne zajmują 4099 ha, czyli 65% ogólnej powierzchni,
- lasy i zadrzewienia – 1223 ha (19,4% ogólnej powierzchni),
- wody – 475 ha (7,5% ogólnej powierzchni),
- tereny komunikacyjne – 110 ha (1,7% ogólnej powierzchni),
- tereny osiedlowe – 364 ha (5,8% ogólnej powierzchni),
- nieużytki – 40 ha (0,6% ogólnej powierzchni).

Gmina stanowi 5,42% powierzchni powiatu.

## Demografia

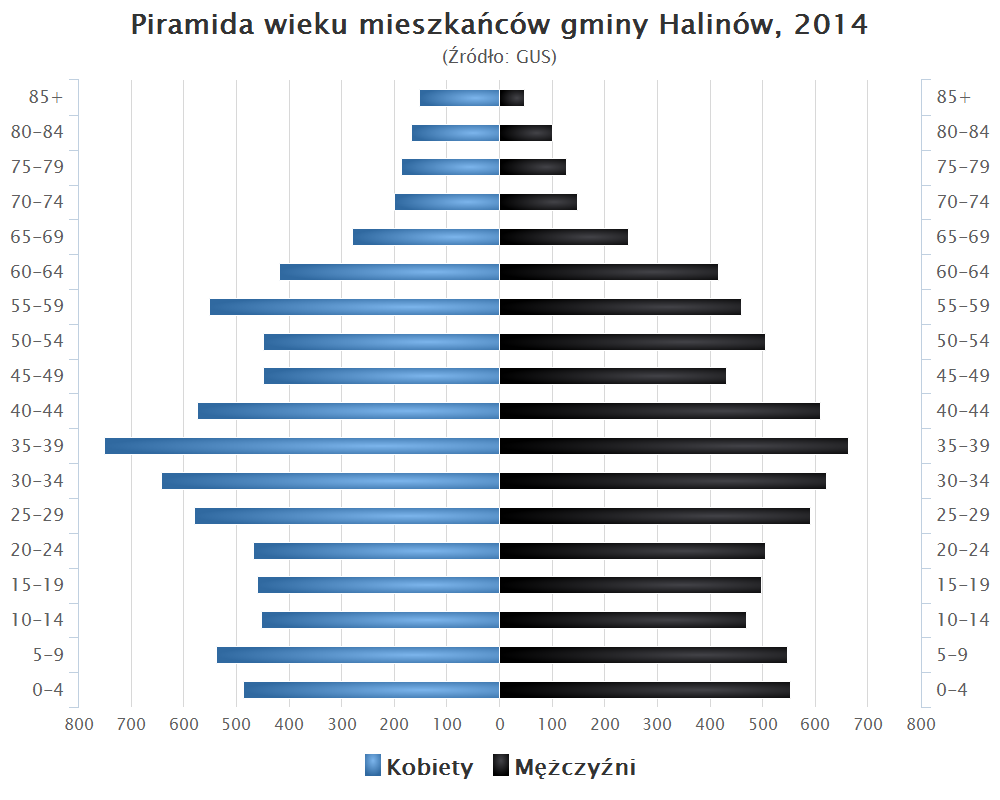
Piramida wieku mieszkańców gminy Halinów w 2014 roku

Dane z 30 czerwca 2004:
| Opis                              | Ogółem | Ogółem | Kobiety | Kobiety | Mężczyźni | Mężczyźni |
| --------------------------------- | ------ | ------ | ------- | ------- | --------- | --------- |
| jednostka                         | osób   | %      | osób    | %       | osób      | %         |
| populacja                         | 12 150 | 100    | 6188    | 50,9    | 5962      | 49,1      |
| gęstość zaludnienia (mieszk./km²) | 192,6  | 192,6  | 98,1    | 98,1    | 94,5      | 94,5      |

## Historia
Gmina Halinów powstała – de iure – 1 lipca 1952 w powiecie warszawskim w woj. warszawskim z następujących obszarów:
- gromad Brzeziny, Wielgolas Brzeziński i Wielgolas Duchnowski z gminy Wiązowna w powiecie warszawskim (przekształconej równocześnie w dzielnicę Wiązowna)[7];
- gromad Cisie, Desno, Długa Kościelna, Grabina, Halinów, Hipolitów, Józefin, Kazimierów, Konik Nowy, Konik Stary, Królewskie Bagno, Krzewina i Żwirówka z gminy Okuniew w powiecie warszawskim[7];
- gromad Chobot i Mrowisko z gminy Dębe Wielkie w powiecie mińskim[8].

De facto, gmina Halinów nie powstała, ponieważ w następstwie likwidacji powiatu warszawskiego, przeniesiono ją tego samego dnia do nowo utworzonego powiatu miejsko-uzdrowiskowego Otwock, gdzie została przekształcona w jedną z jego ośmiu jednostek składowych – dzielnicę Halinów.
Dzielnica Halinów przetrwała do końca 1957 roku, czyli do chwili zniesienia powiatu miejsko-uzdrowiskowego Otwock, przekształcając go w zwyczajny powiat otwocki. 1 stycznia 1958, już w nowo utworzonym powiecie otwockim, przekształcono ją w gromadę Halinów. 
Gromada Halinów przetrwała w powiecie otwockim do końca 1972 roku, czyli do kolejnej reformy gminnej. 1 stycznia 1973 w powiecie mińskim utworzono po raz pierwszy de facto gminę Halinów.
9 grudnia 1973 z gminy Halinów wyłączono miejscowość Długa Szlachecka, włączając ją do miasta Sulejówek:

## Przemysł
- Elektroniczny: siedziba firmy Media-Tech Polska w Brzezinach
- Zakład produkcyjny Spółdzielni Inwalidów Świt w Halinowie

## Kultura
- Gminne Centrum Kultury[14]
- Biblioteka Gminy Halinów[15]

## Sołectwa
Brzeziny, Budziska, Chobot, Cisie, Desno, Długa Kościelna, Długa Szlachecka, Grabina, Hipolitów, Józefin, Kazimierów, Królewskie Brzeziny, Krzewina, Michałów, Mrowiska, Nowy Konik, Okuniew, Stary Konik, Wielgolas Brzeziński, Wielgolas Duchnowski, Zagórze, Żwirówka

## Sąsiednie gminy
Dębe Wielkie, Sulejówek, Wiązowna, Zielonka